# Linea Bernhardt

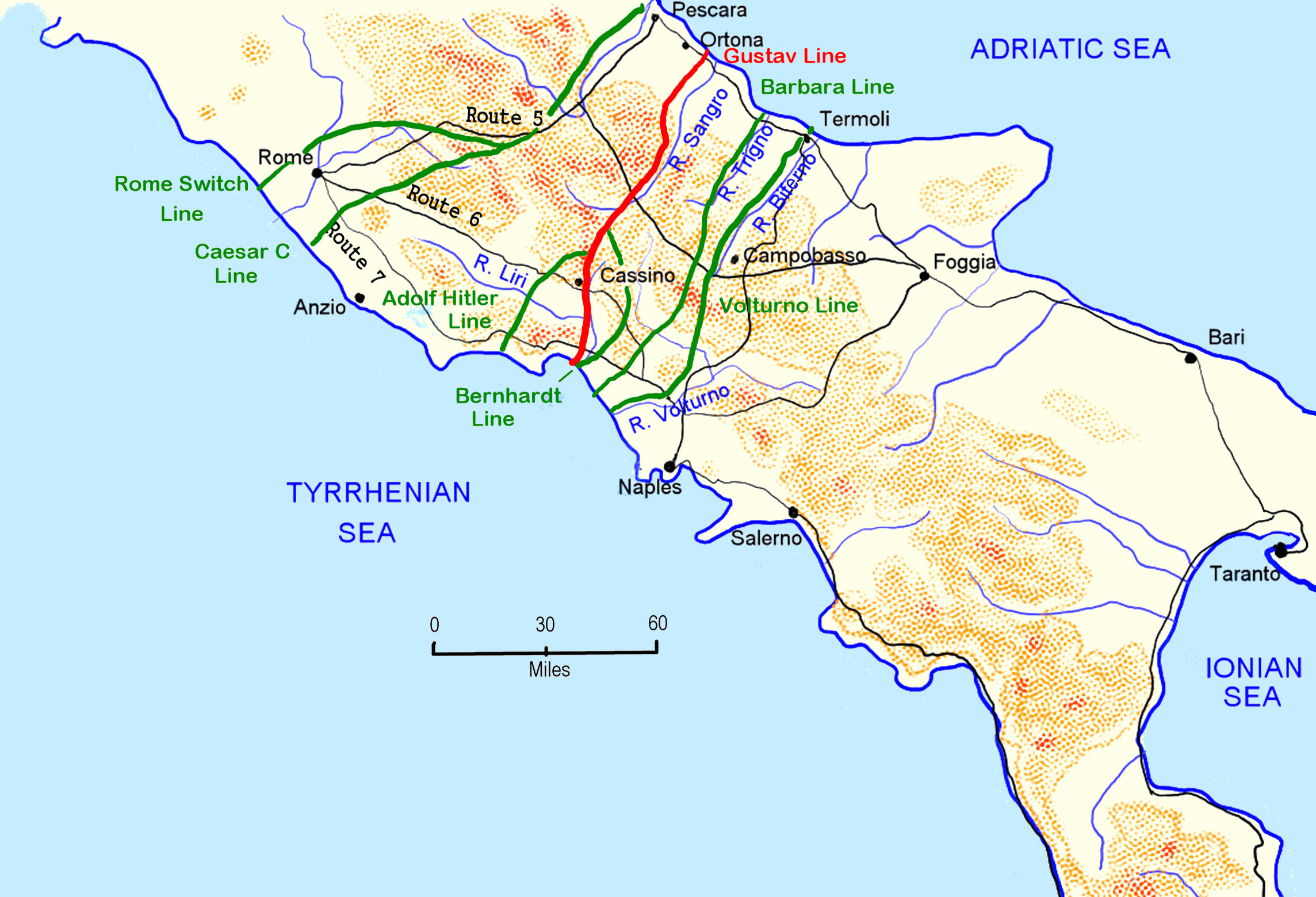
Linee difensive tedesche durante la seconda guerra mondiale

La linea Bernhardt, detta anche linea Reinhard, fu una linea fortificata difensiva costruita dall'esercito tedesco in Italia durante la campagna d'Italia della seconda guerra mondiale.
Difesa dal XIV Panzerkorps, la linea Bernhardt subì i primi attacchi da parte della 5ª armata statunitense a partire dal 5 novembre 1943, mentre la lotta si protrasse fino a dicembre inoltrato, quando venne espugnata.
A differenza delle altre linee difensive costruite dai tedeschi in Italia, essa non si estendeva da est a ovest attraversando la penisola, ma consisteva in una serie di salienti della linea Gustav nella regione di Montecassino, comprendente la città di San Piesca. Passava per la vetta del Monte Camino (Monastery Hill), Monte la Remetanea e Monte Maggiore, nel territorio di Rocca d'Evandro, e Monte Sambucaro, che sta al confine fra le tre regioni del Lazio, Molise e Campania. Non era particolarmente fortificata, a differenza della linea Gustav, ed era stata pensata dal comando tedesco al solo scopo di rallentare l'avanzata alleata nell'avvicinamento a quest'ultima.